# Jenilee Harrison
Jenilee Harrison (Northridge, 12 giugno 1958) è un'attrice statunitense.
È nota per aver partecipato alla sitcom Tre cuori in affitto nei panni di Cindy Snow tra il 1980 e il 1982 per poi continuare la carriera interpretando il personaggio di Jamie Ewing in Dallas tra il 1984 e 1986.

## Filmografia

### Cinema
- Tank, regia di Marvin J. Chomsky (1984)
- Curse III: Blood sacrifice, regia di Sean Barton (1991)
- Illicit Behavior, regia di Worth Keeter (1992)
- Silent Fury, regia di Eric Louzil (1994)
- Fists of Iron, regia di Richard W.Munchkin (1995)
- The Redemption, regia di Carl Kress (2000)

### Televisione
- CHiPs – serie TV, 1 episodio (1978)
- 240-Robert – serie TV, 2 episodi (1979)
- Tre cuori in affitto (Three's Company) – serie TV, 42 episodi (1980-1982)
- Fantasilandia (Fantasy Island) – serie TV, 3 episodi (1981-1984)
- L'uomo di Singapore (Bring 'Em Back Alive) – serie TV, 1 episodio (1983)
- Mike Hammer investigatore privato (Mike Hammer) – serie TV, 2 episodi (1984-1987)
- Dallas – serie TV, 70 episodi (1984-1986)
- Simon & Simon – serie TV, 1 episodio (1986)
- Love Boat (The Love Boat) – serie TV, 5 episodi (1981-1987)
- Hotel – serie TV, 1 episodio (1987)
- La signora in giallo (Murder, She Wrote) – serie TV, episodio 4x05 (1987)
- That'70s Show – serie TV, 1 episodio (1999)